# یلوه آسنسیون
یلوه آسنسیون (نام علمی: Mundia elpenor) نام یک گونه منقرض‌شده از تیره یلوگان است.